# Hunky Dory (film)
Hunky Dory – brytyjski film obyczajowy z 2011 roku w reżyserii Marca Evansa. Wyprodukowany przez Entertainment One.
Premiera filmu miała miejsce 25 października 2011 roku podczas 35. Festiwalu Filmowego w Londynie.

## Opis fabuły
Rok 1976. Vivienne (Minnie Driver) jest nauczycielką języka angielskiego. Jej podopiecznych interesuje tylko słuchanie glam rocka i spędzanie czasu z dala od szkoły. By przyciągnąć ich uwagę. Vivienne postanawia wystawić z nimi sztukę Williama Szekspira w konwencji współczesnego musicalu.

## Obsada
- Minnie Driver jako Vivienne
- Aneurin Barnard jako Davey
- Danielle Branch jako Stella
- Robert Pugh jako Headmaster
- Haydn Gwynne jako pani Valentine
- Steve Speirs jako pan Cafferty
- Aled Pugh jako Tim
- Julia Perez jako Sylvie
- Kimberley Nixon jako Vicki Munro
- Tom Harries jako Evan
- Kristian Gwilliam jako Hoople / Andy Dixon
- Kayleigh Bennett jako Dena Davies
- Jodie Davis jako Mandy
- George MacKay jako Jake Zeppi
- Adam Byard jako Lewis Munro
- David Garner jako Mac